# Прамбанан
Прамбана́н (индон. Candi Prambanan, яв.ꦫꦫꦗꦺꦴꦁꦒꦿꦁ Rara Jonggrang, санскр. प्रम्बानन) — комплекс раннесредневековых индуистских храмов (чанди), расположенный в центральной части острова Ява, в 18 км к востоку от Джокьякарты, у южного склона вулкана Мерапи, неподалёку от буддийского храма Боробудур и царского дворца Рату Боко. Наиболее вероятно, что храм был построен в начале X века правителем государства Матарам по имени Ракай Пикатан. Реставрирован голландскими учёными в 1918-53 гг., а в 1991 г. признан ЮНЕСКО памятником Всемирного наследия.

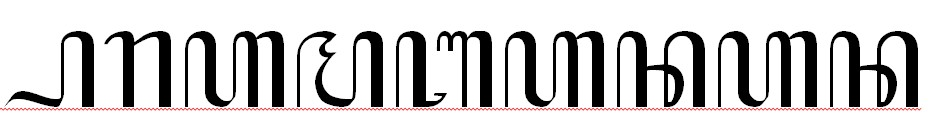
Название на яванском языке.

## Лоро Джонггранг
Наибольшей популярностью среди туристов пользуется та часть комплекса Прамбанан, где расположены видимые издалека грандиозные сооружения, которые местные называют по имени всего комплекса «Храм Прамбанан» или «Лоро Джонггранг», что в переводе с языка жителей острова Ява означает «Стройная дева» — так прозвали статую богини Дурги в главном святилище. Иногда местные произносят Роро Джонггранг.
Строение состоит из четырёх ярусов (возможно, по числу варн) и окружено четырьмя стенами со столькими же воротами. Выполнено в виде трёх концентрических квадратных платформ. Всего имеется 224 храма во всём комплексе. Посредине верхней из трёх сужающихся в диаметре платформ высятся три святилища, посвящённые тримурти. Внутренний квадрат содержит 16 храмов, самый высокий центральный храм — (высотой 47 метров), посвящён — Шиве. По бокам от него расположены ещё два. На севере — храм, посвящённый Брахме, на юге — храм, посвящённый Вишну. Рядом находятся три храма поменьше, посвящённые их транспортным животным (ваханам) — Нанди (бык) для Шивы, Ангса (гусь) для Брахмы и Гаруды (орёл) для Вишну. В храме Шивы было установлено четыре статуи: в центральной камере статуя Шивы; в северной камере статуя Дурги; в западной камере статуя Ганеша и в южной камере статуя Агастьи. Внутри храма Брахмы есть статуя Брахмы, и в храме Вишну есть статуя Вишну. В храме Вишну вырезана на камне история Крешнаяны, в то время как храм Брахмы содержит сюжеты из «Рамаяны».
Сведения о времени и обстоятельствах возведения Лоро Джонггранг скудны и противоречивы. Наиболее вероятно, что храм был построен в конце IX — начале X века правителем государства Матарам по имени Дхакса.

## Легенда Лоро Джонггранг

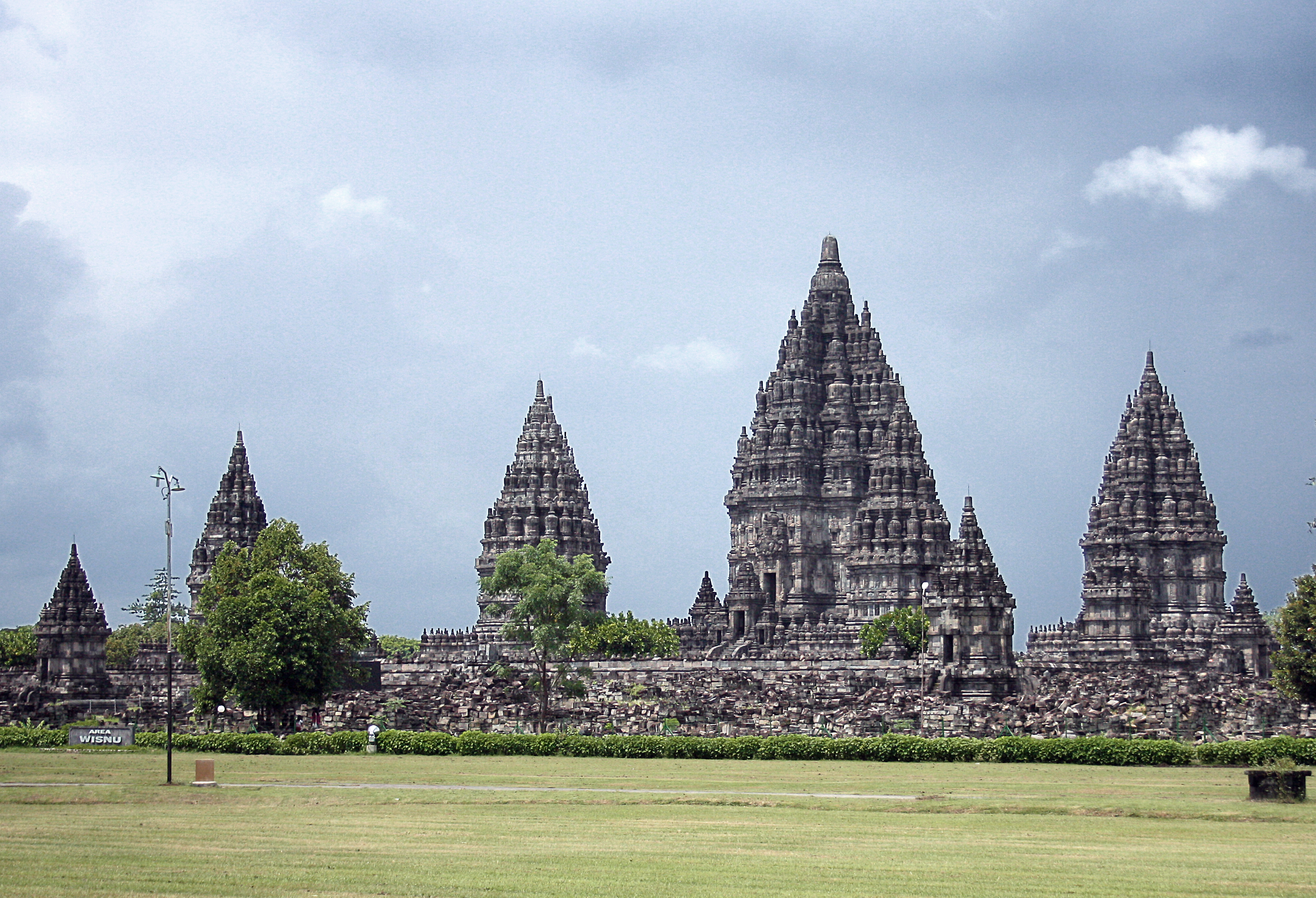
Общий вид ансамбля

По преданию, храм Прамбанан был построен по причине безответной любви. Когда принц Бандунг Бондовосо попросил Джонггранг выйти за него замуж, она решила отказать ему, потому что полагала, что он убил её отца, короля Рату Боко. Однако, она попробовала схитрить, поставив перед женихом невыполнимую задачу: построить храм с 1000 статуй в одну ночь. Если бы он выполнил задачу, он смог жениться на ней. Эта просьба была почти исполнена до восхода солнца. Но Джонггранг попросила местных жителей сымитировать рассвет, разведя костры так, чтобы вокруг стало светло, как днем. Чувствуя, что его обманули, Бондовосо, завершил только 999 статуй, а Джонггранг он проклял, и она окаменела. Благодаря вмешательству Шивы, окаменелое тело стало почитаемой тысячной статуей, которая теперь стоит в северной части «Храма Шивы» в комплексе Прамбанан.

## История
В конце VIII века началось и к середине IX века было завершено строительство первых на территории Индонезии индуистских и буддийских храмов (чанди). Среди них лучше других сохранились чанди Каласан, Сари, Севу и Плаосан. Археологическое исследование окрестностей Прамбанана продолжается и время от времени приносит известия об открытии развалин очередной чанди.
Вскоре после того, как было завершено строительство храма, он был покинут, возможно, в связи с извержением соседнего вулкана Мерапи.
В соседнем буддийском ансамбле Севу расположен центральный храм, окруженный множеством храмов поменьше. Удивительно, но он разделяет многие атрибуты дизайна с индуистским храмом Лоро Джонггранг, возможно, это указывает на степень, в которой такие храмы также отражают государственную политику и управление. Три других храма, лежащие в руинах между Севу и Лоро Джонггранг дополняют ансамбль Прамбанан. Это храмы Лумбуна, Бурах и Асу.

## Галерея

### Галерея рельефов

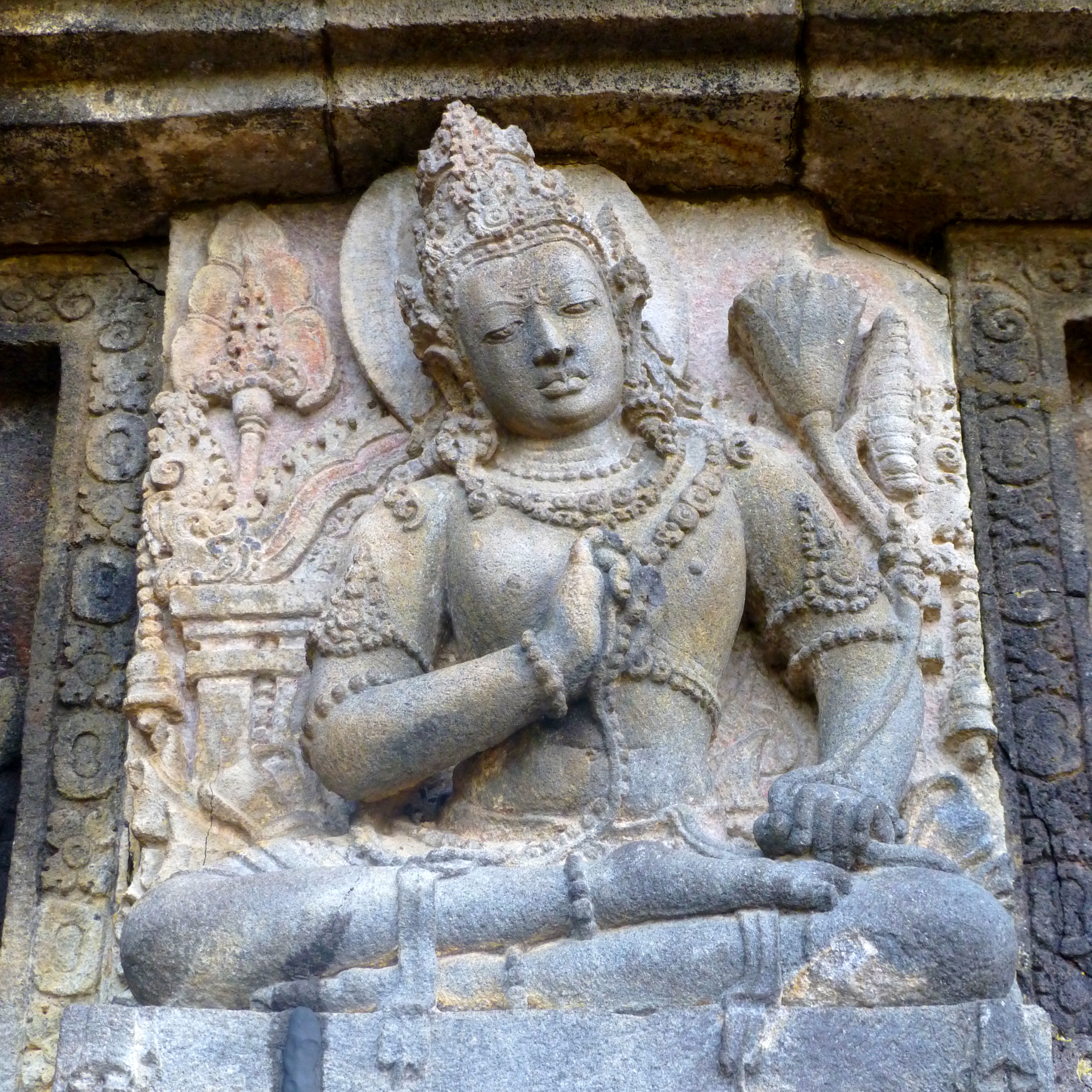
Изображение бога Локапала на храме Шивы
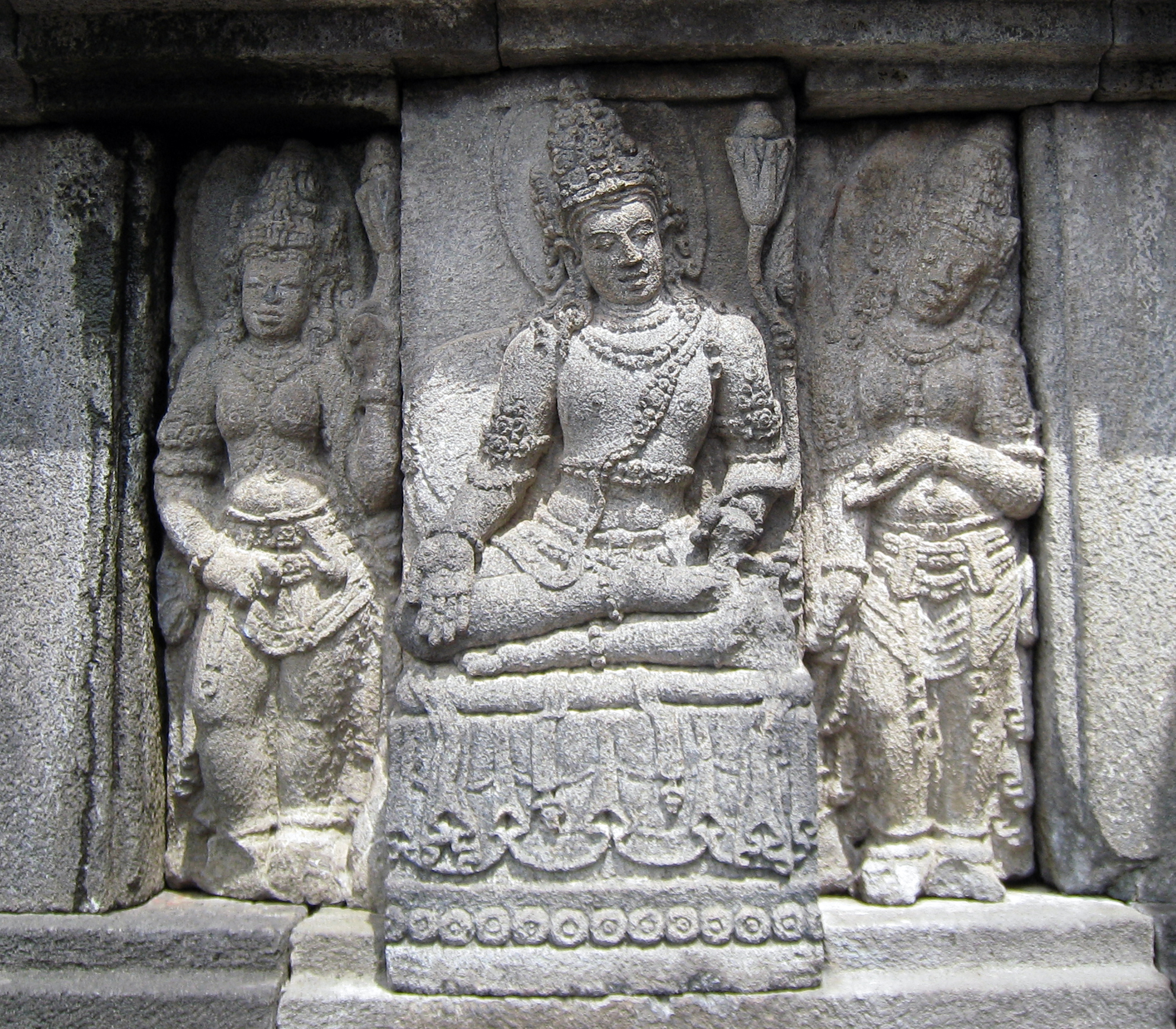
Образ Девата и апсар
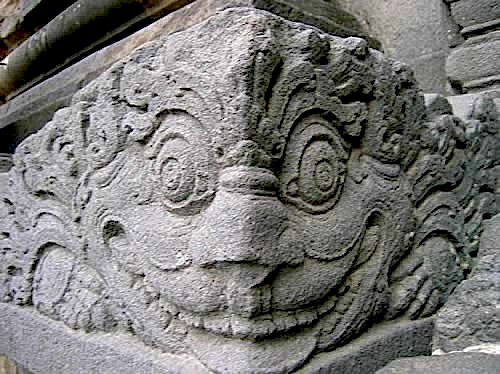
Угловой антефикс в виде головы Кала
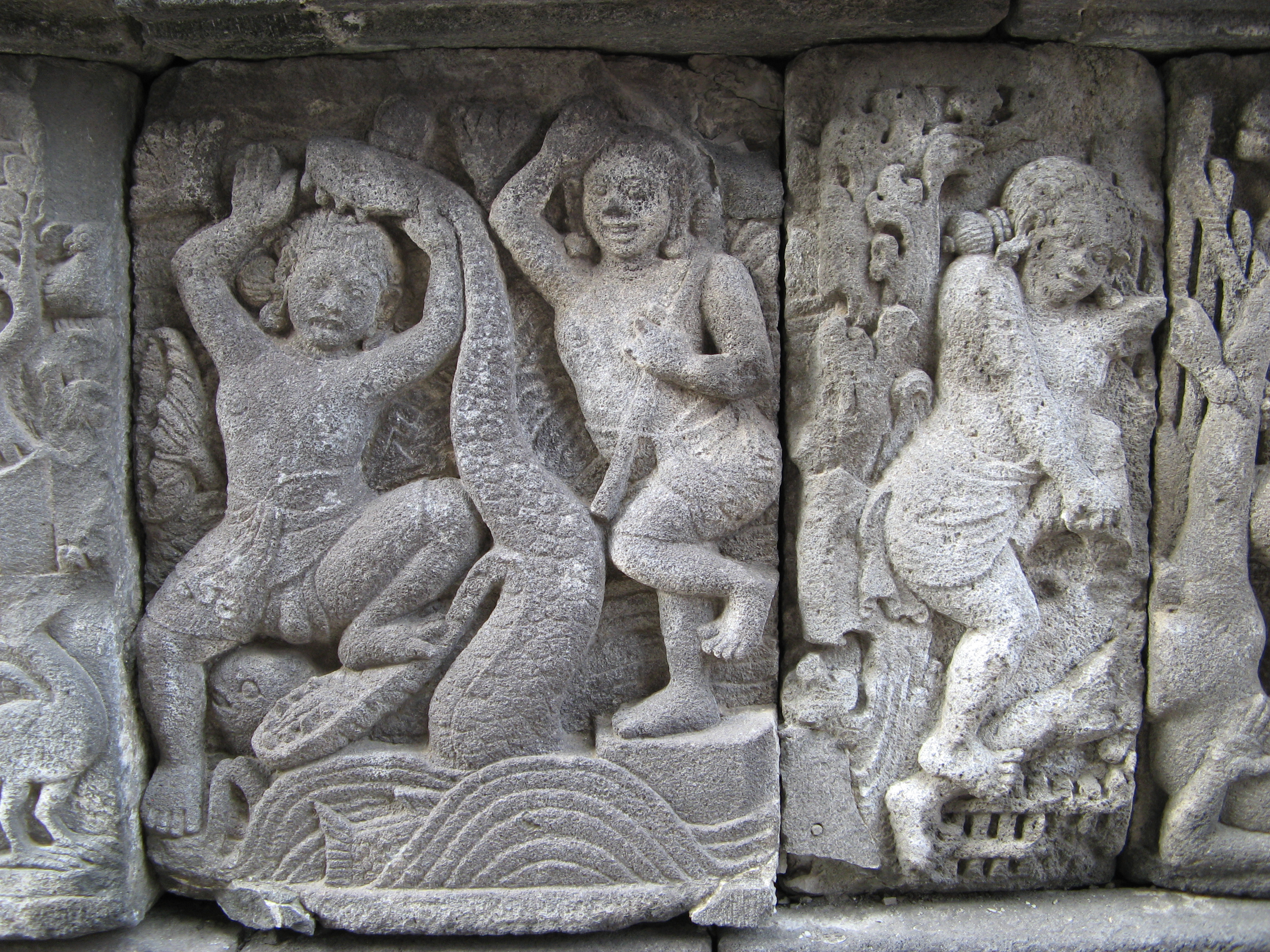
Баларама разрывает пасть Калии.
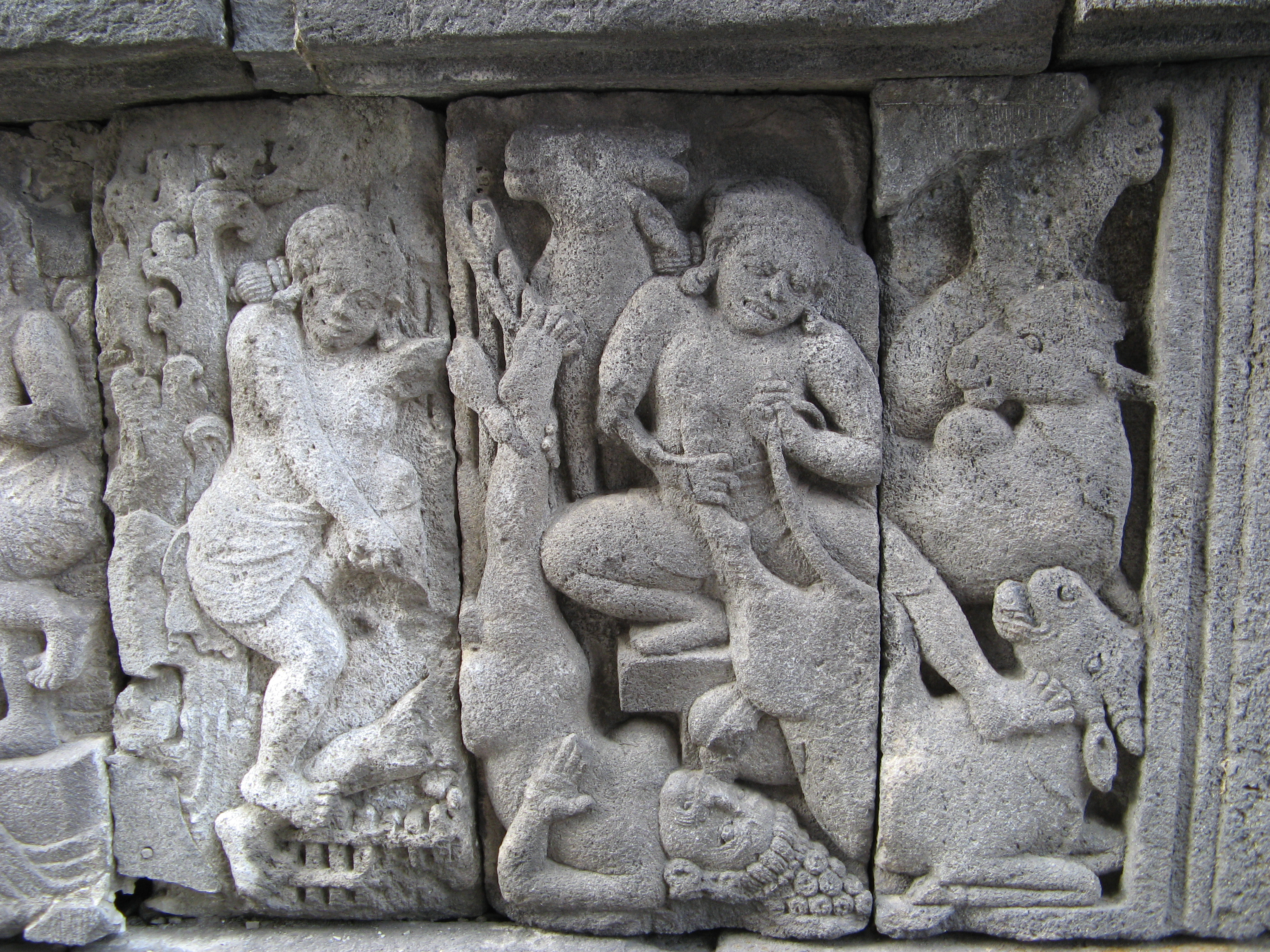
Кришна разрывает ноги своему нечестивому дяде Камсе.

### Галерея Прамбанана

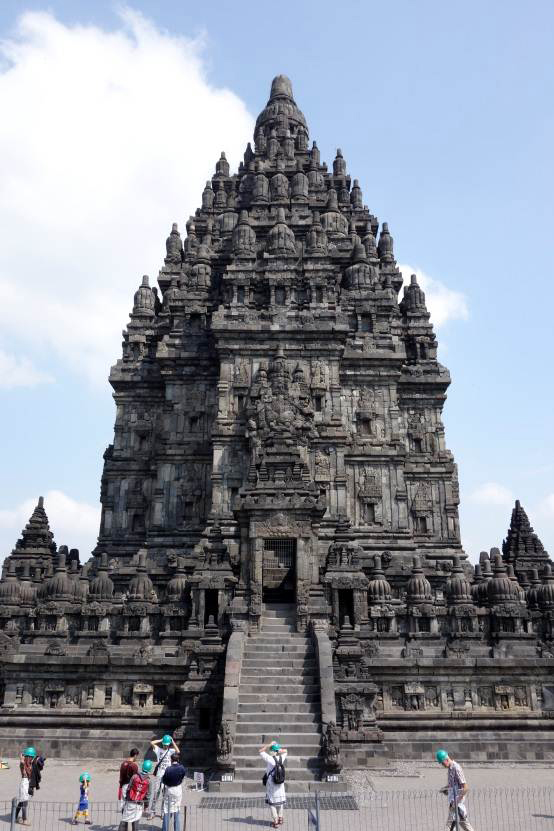
Главный храм, посвящённый Шиве
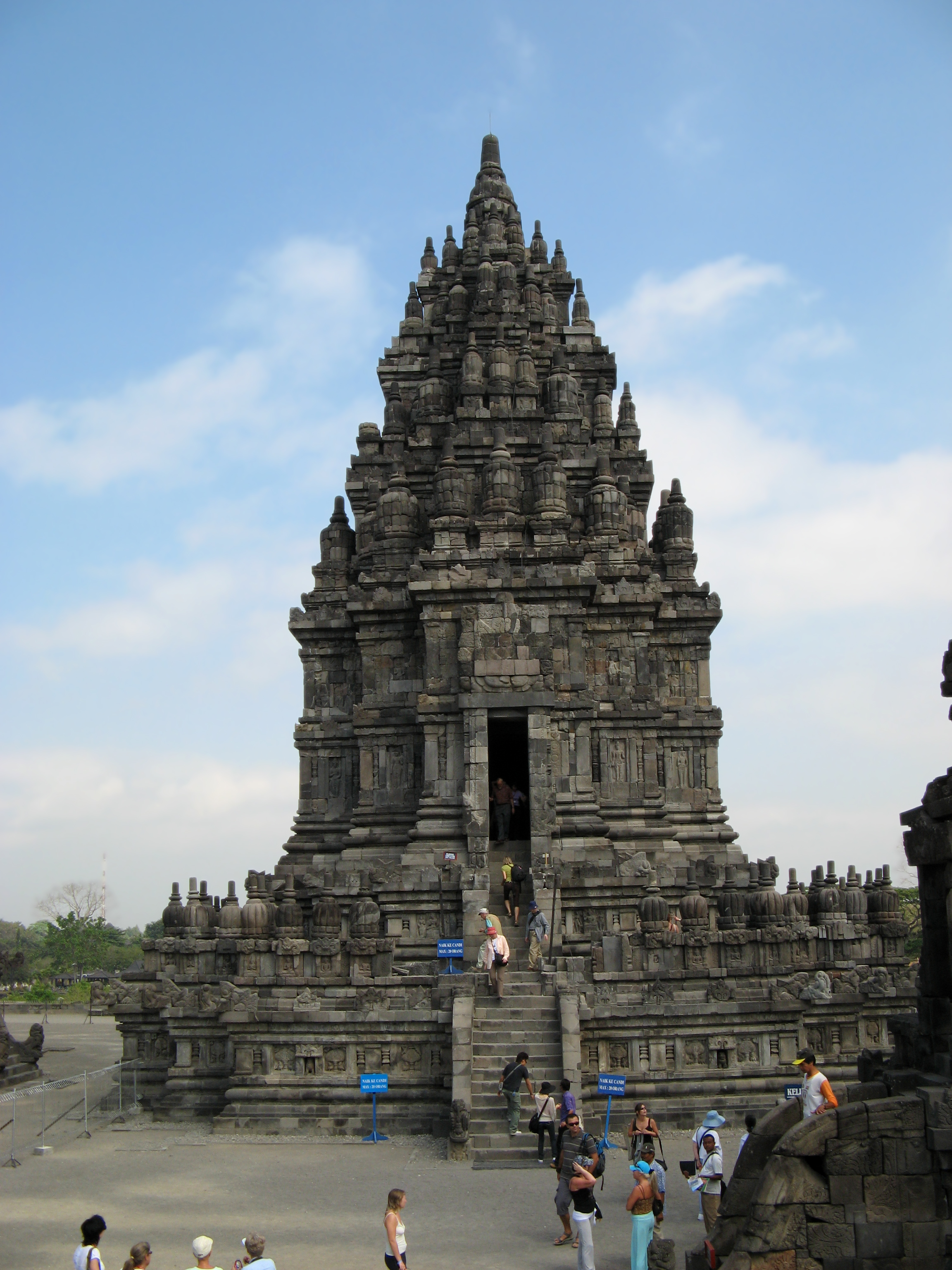
Храм Вишну
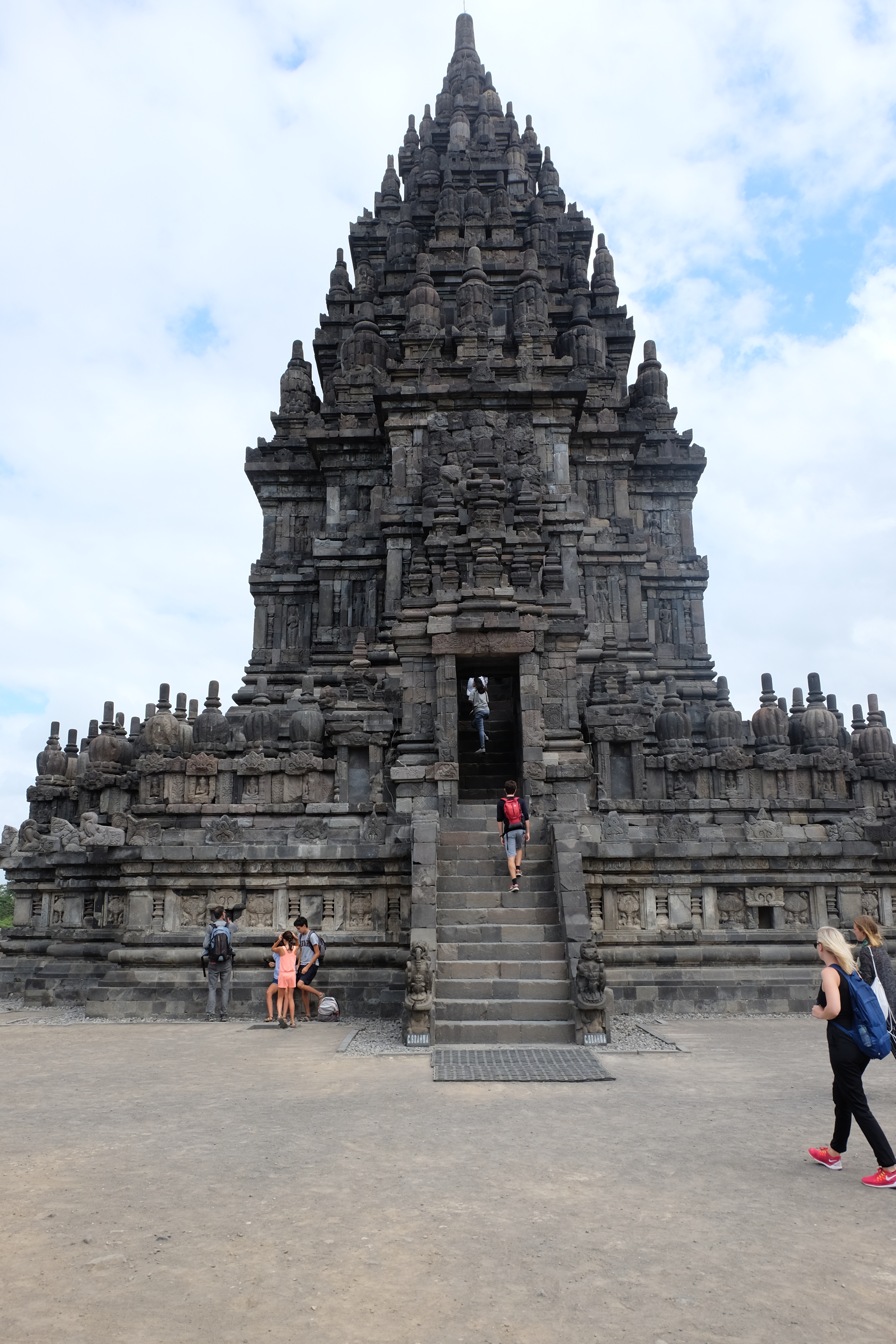
Храм Брахмы
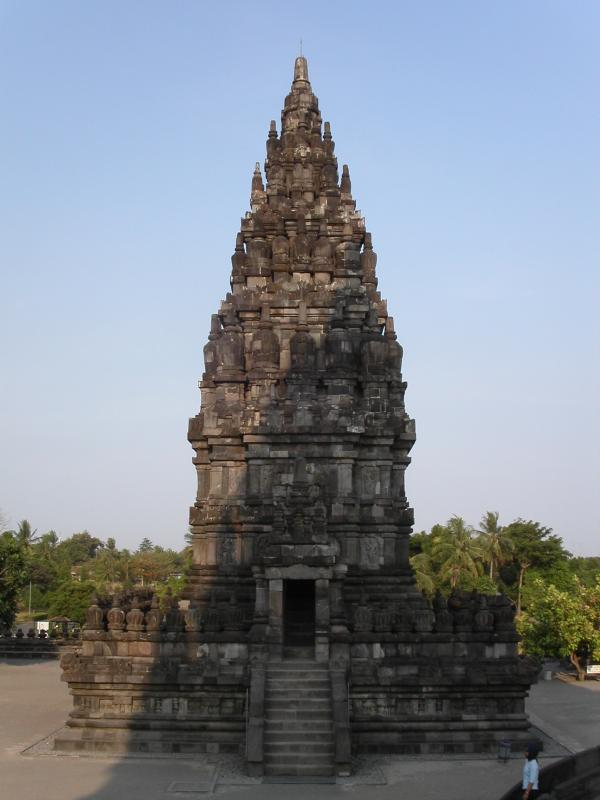
Храм Нанди
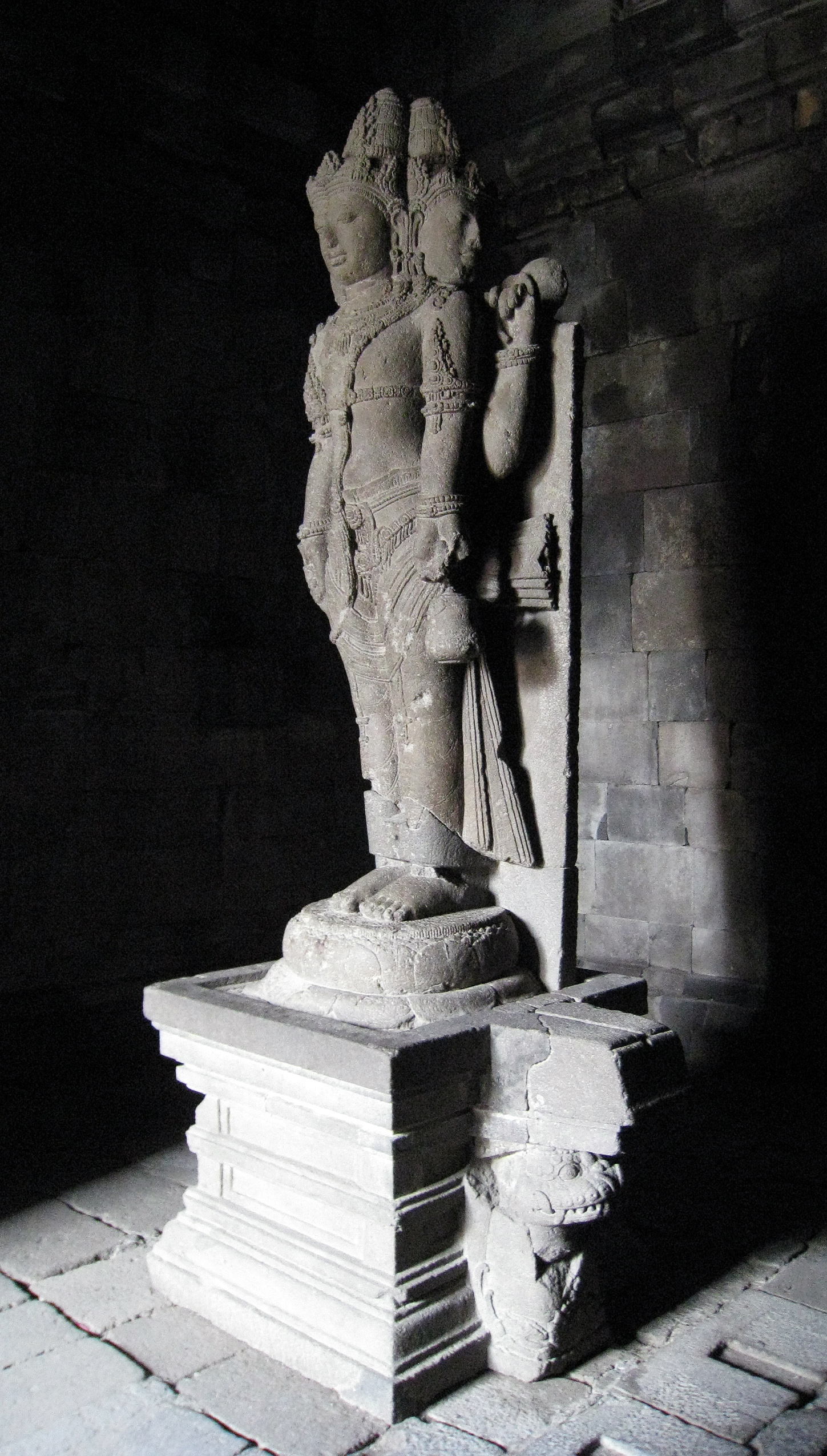
Статуя Брахмы
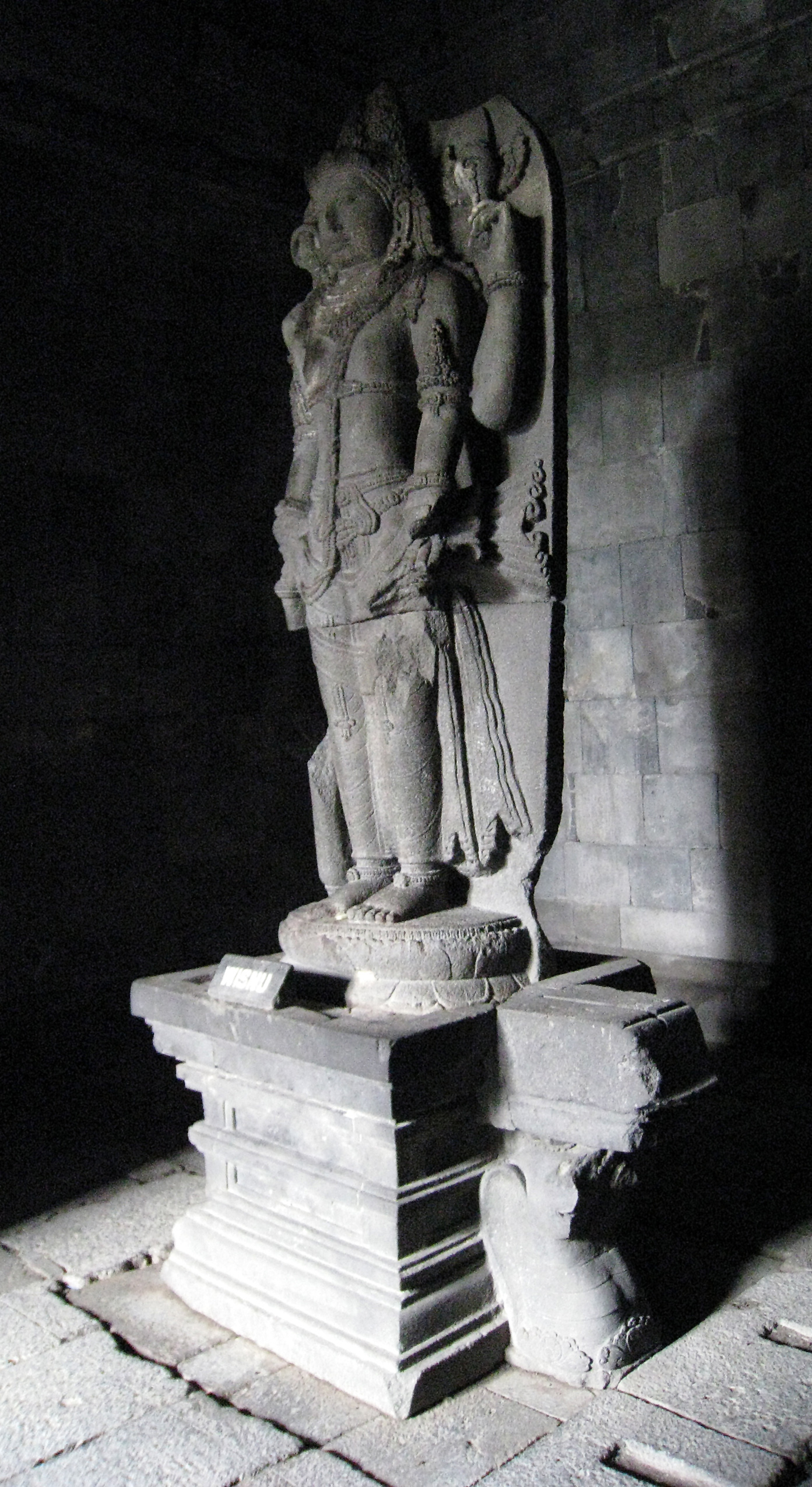
Статуя Вишну
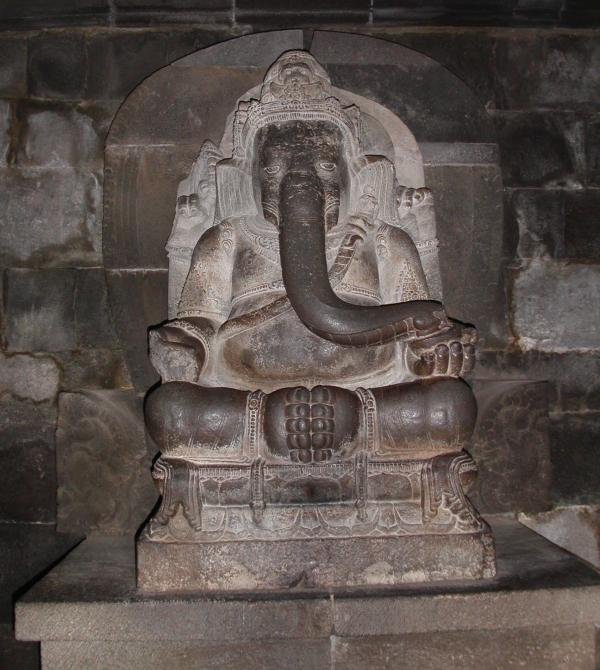
Статуя Ганеши
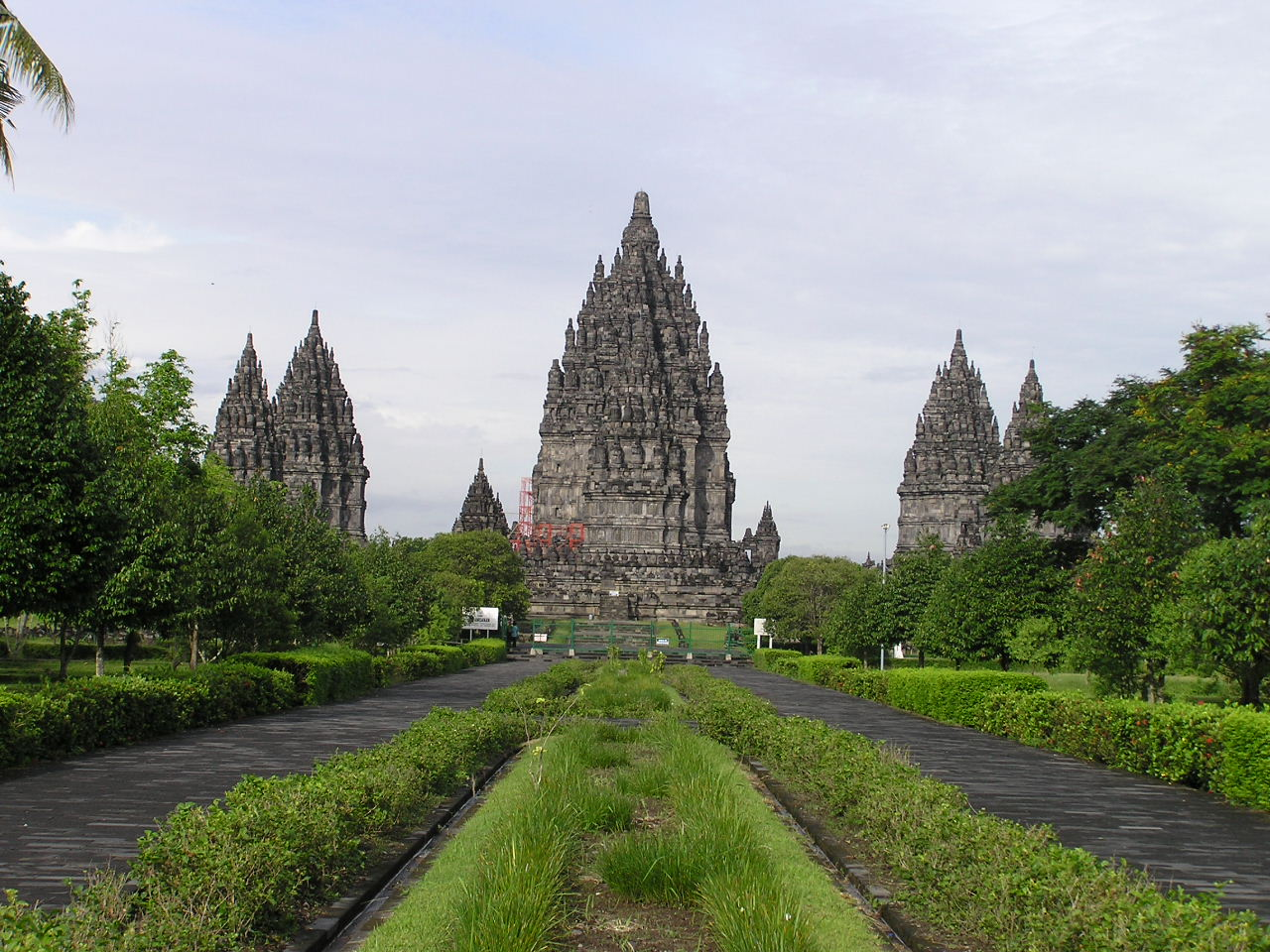